# Planeta superhinchado

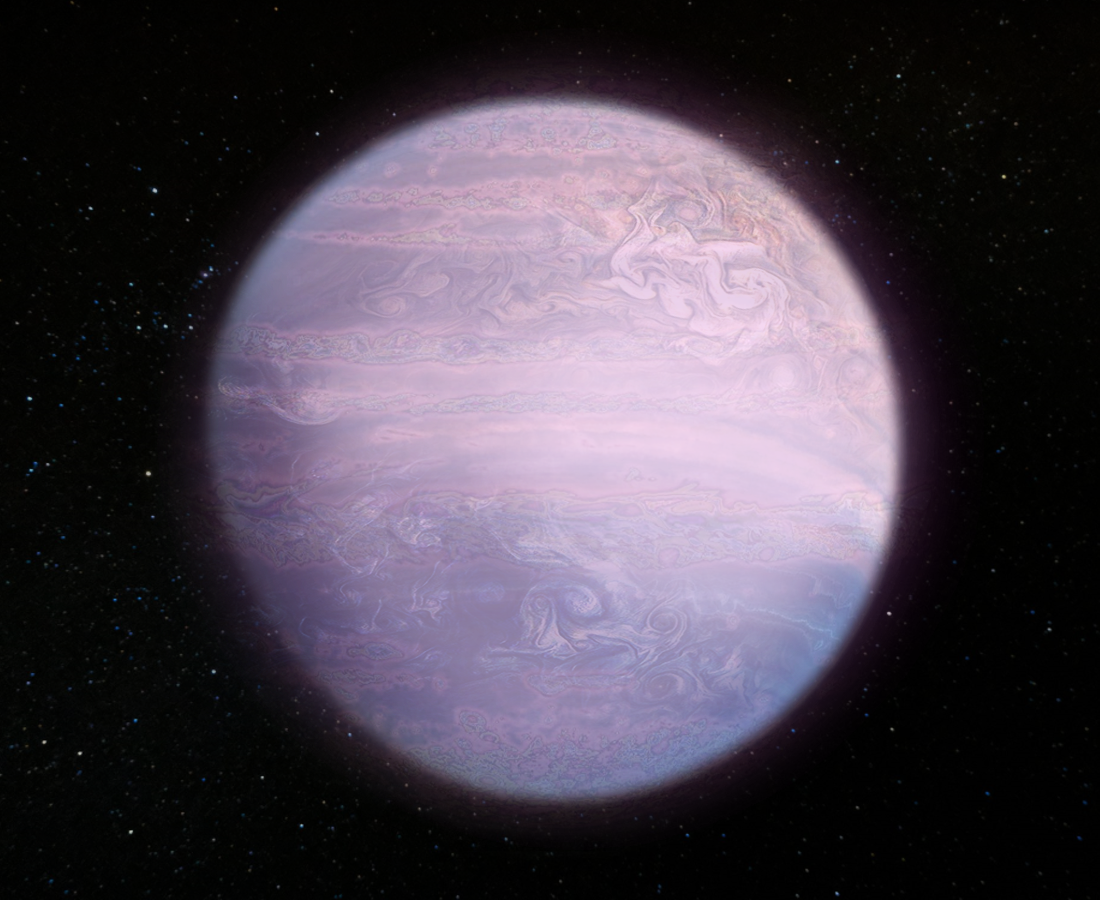
Posible aspecto de un súper hinchado.

Un planeta superhinchado es un tipo de exoplaneta con una masa pocas veces mayor que la de la Tierra pero un radio mayor que el de Neptuno, lo que le da una densidad media muy baja. Son más fríos y menos masivos que los jupiteres calientes hinchados. Los ejemplos más extremos conocidos son los tres planetas que orbitan a la estrella Kepler-51, todos de tamaño similar a Júpiter pero con densidades inferiores a 0.1 g/cm³. Estos planetas se descubrieron en 2012, pero sus bajas densidades no se descubrieron hasta 2014. Otro ejemplo es Kepler-87c. 
Una hipótesis es que un planeta súper hinchado tiene flujos continuos de polvo hacia la parte superior de su atmósfera (por ejemplo, Gliese 3470 b), por lo que la aparente atmósfera difusa es realmente polvo suspendido. Otra posibilidad es que algunos planetas súper hinchados son en realidad más pequeños con grandes sistemas de anillos similares a los de Saturno.

## Galería

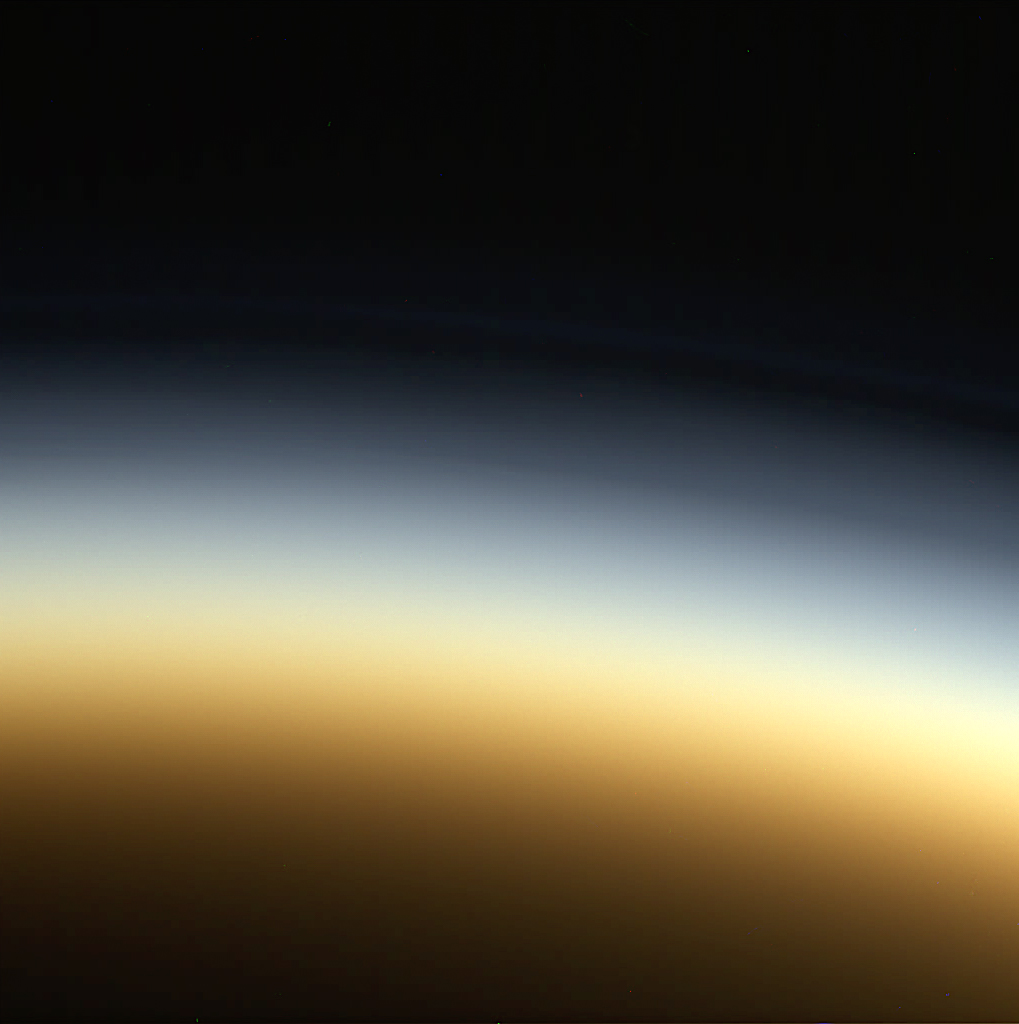
La atmósfera de Titán tiene un aspecto similar a una con polvo suspendido.
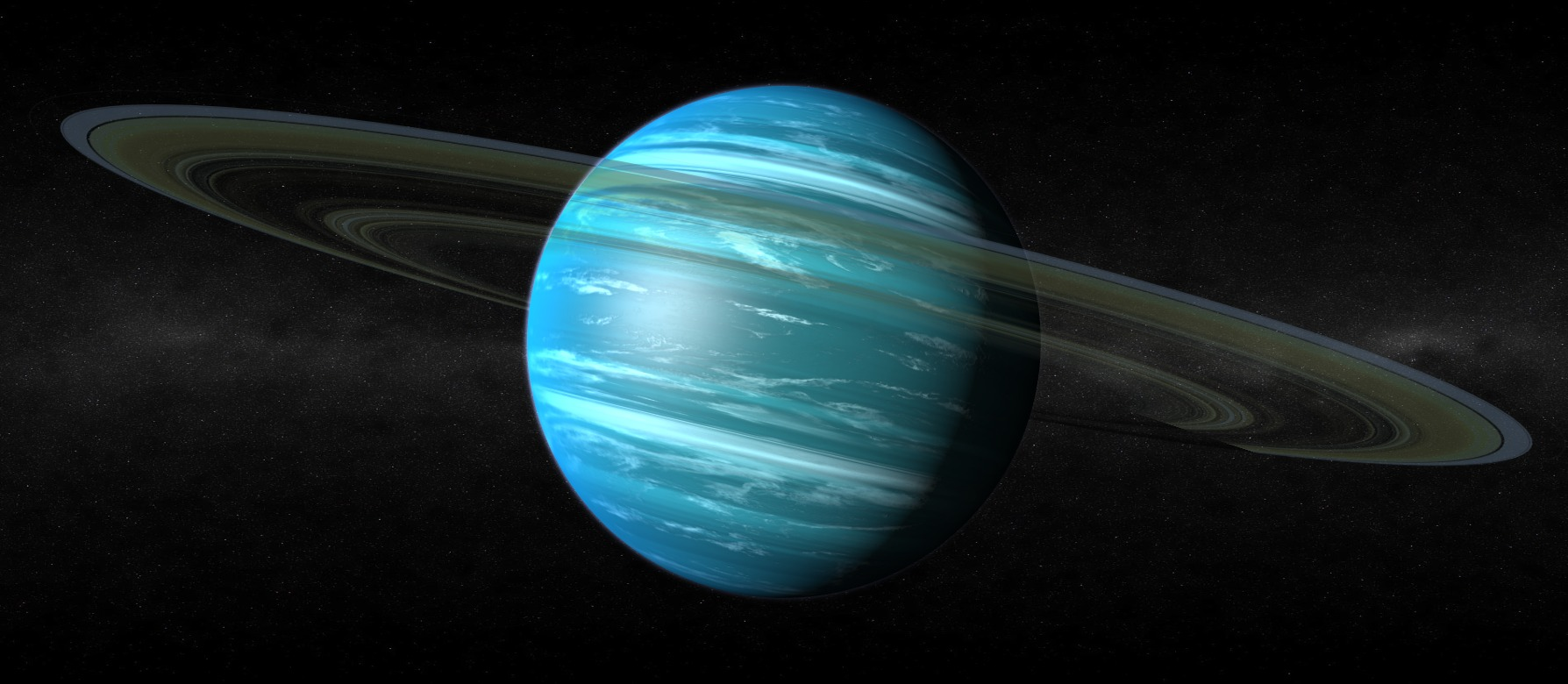
Recreación de un exoplaneta con un sistema de anillos